# Nanteuil-Auriac-de-Bourzac
Nanteuil-Auriac-de-Bourzac è un comune francese di 281 abitanti situato nel dipartimento della Dordogna nella regione della Nuova Aquitania.

## Società

### Evoluzione demografica
Abitanti censiti